# Josh Bailey
Joshua „Josh“ Bailey (* 2. Oktober 1989 in Bowmanville, Ontario) ist ein ehemaliger kanadischer Eishockeyspieler, der im Verlauf seiner aktiven Karriere zwischen 2005 und 2023 unter anderem 1128 Spiele für die New York Islanders in der National Hockey League (NHL) auf der Position des Centers bestritten hat.

## Karriere

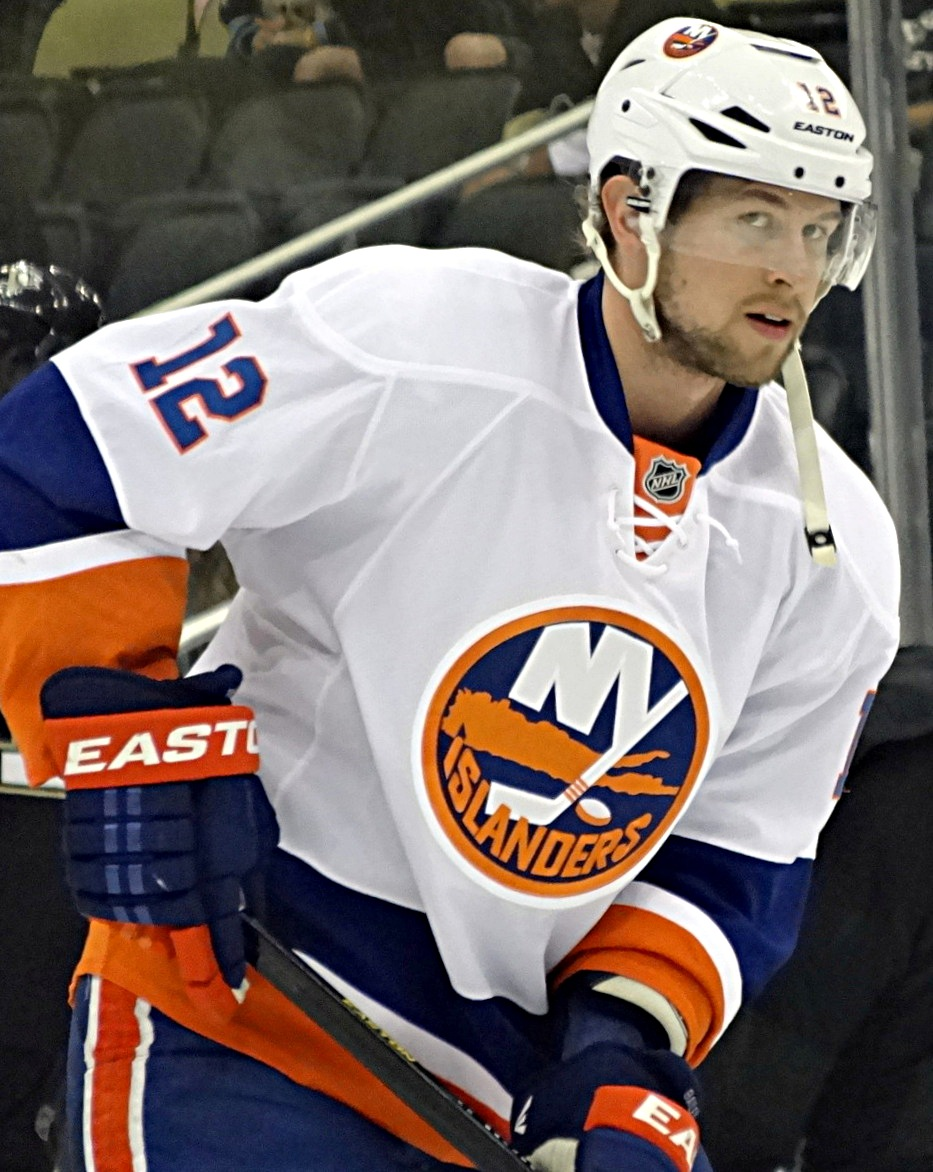
Bailey im Trikot der New York Islanders (2013)

Josh Bailey begann seine Karriere als Eishockeyspieler in der Ontario Hockey League, in der er von 2005 bis 2008 zunächst für die Owen Sound Attack und ab 2006 für die Windsor Spitfires aktiv war. Anschließend wurde er im NHL Entry Draft 2008 in der ersten Runde als insgesamt neunter Spieler von den New York Islanders ausgewählt, bei denen er anschließend einen Dreijahresvertrag erhielt.
In seinem Rookiejahr erzielte der Center in der Saison 2008/09 in 68 Spielen 25 Scorerpunkte, darunter sieben Tore. In der folgenden Saison gelang es ihm allerdings, seine Statistiken deutlich zu verbessern. In 73 Einsätzen erzielte Bailey für die Islanders 16 Tore und insgesamt 35 Scorerpunkte. Nach einer Verletzung zu Beginn der Saison 2010/11 wurde er erstmals zu den Bridgeport Sound Tigers, dem Farmteam der Islanders, in die American Hockey League geschickt, kehrte allerdings nach elf Spielen wieder in den NHL-Kader zurück. Ab November 2012 spielte Bailey aufgrund des Lockouts in der NHL bei den Bietigheim Steelers in der 2. Eishockey-Bundesliga und erzielte dabei in sechs Spielen elf Punkte.
In der Saison 2016/17 steigerte der Angreifer seine persönliche Statistik deutlich, indem er 56 Scorerpunkte in 82 Spielen erzielte. Bereits nach etwa zwei Dritteln der Folgesaison übertraf er diesen Wert und hielt zudem einen Punkteschnitt von über 1,0 pro Spiel, sodass ihn die Islanders im Februar 2018 mit einem neuen Fünfjahresvertrag ausstatteten. Dieser soll ihm ein durchschnittliches Jahresgehalt von fünf Millionen US-Dollar einbringen. Er beendete die Spielzeit 2017/18 mit 71 Punkten und somit als drittbester Scorer der Islanders. Zudem gab er anschließend sein Debüt für die A-Nationalmannschaft im Rahmen der Weltmeisterschaft 2018 und belegte dort mit dem Team den vierten Platz.
Im Oktober 2022 bestritt Bailey seine 1000. Partie der regulären Saison in der NHL, wobei er nach Bryan Trottier und Denis Potvin zum erst dritten Spieler wurde, dem dies ausschließlich im Trikot der Islanders gelang. Am Ende der Spielzeit 2022/23 endete seine Zeit in New York, da ihn die Islanders im Juni 2023 samt einem Zweitrunden-Wahlrecht im NHL Entry Draft 2026 an die Chicago Blackhawks abgaben. Aufgrund seines hohen Gehaltes erhielt New York dafür keine konkrete Gegenleistung (future considerations), während die Blackhawks ihm sein verbleibendes Vertragsjahr direkt ausbezahlten (buy-out). Bailey zog sich daraufhin aus dem Profisport zurück.

## Erfolge und Auszeichnungen
- 2008 Teilnahme am CHL Top Prospects Game
- 2018 Teilnahme am NHL All-Star Game

## Karrierestatistik

### International
Vertrat Kanada bei:
- World U-17 Hockey Challenge 2006
- Weltmeisterschaft 2018

(Legende zur Spielerstatistik: Sp oder GP = absolvierte Spiele; T oder G = erzielte Tore; V oder A = erzielte Assists; Pkt oder Pts = erzielte Scorerpunkte; SM oder PIM = erhaltene Strafminuten; +/− = Plus/Minus-Bilanz; PP = erzielte Überzahltore; SH = erzielte Unterzahltore; GW = erzielte Siegtore; 1 Play-downs/Relegation; Kursiv: Statistik nicht vollständig)